# マクシミリアン・メヒラー
マクシミリアン・メヒラー（Maximilian Mechler、1984年1月3日 - ）はドイツ、バーデン＝ヴュルテンベルク州ラーヴェンスブルク郡Isny im Allgäu出身のスキージャンプ選手。

## プロフィール
メヒラーは2000年1月1日のスキージャンプ週間第2戦で開催国枠としてスキージャンプ・ワールドカップデビュー、48位となった。
2001年のノルディックスキージュニア世界選手権では団体戦で銅メダルを獲得。
2003年12月6日のワールドカップトロンハイム大会で自己最高の3位に入賞、しかしその後はあまり目立った成績はあげられずにいた。 
2012年のスキーフライング世界選手権ではアンドレアス・ヴァンク、リヒャルト・フライターク、ゼヴェリン・フロイントとともに団体銀メダルを獲得した。